# Biblioteka Publiczna w Dzielnicy Wola m.st. Warszawy

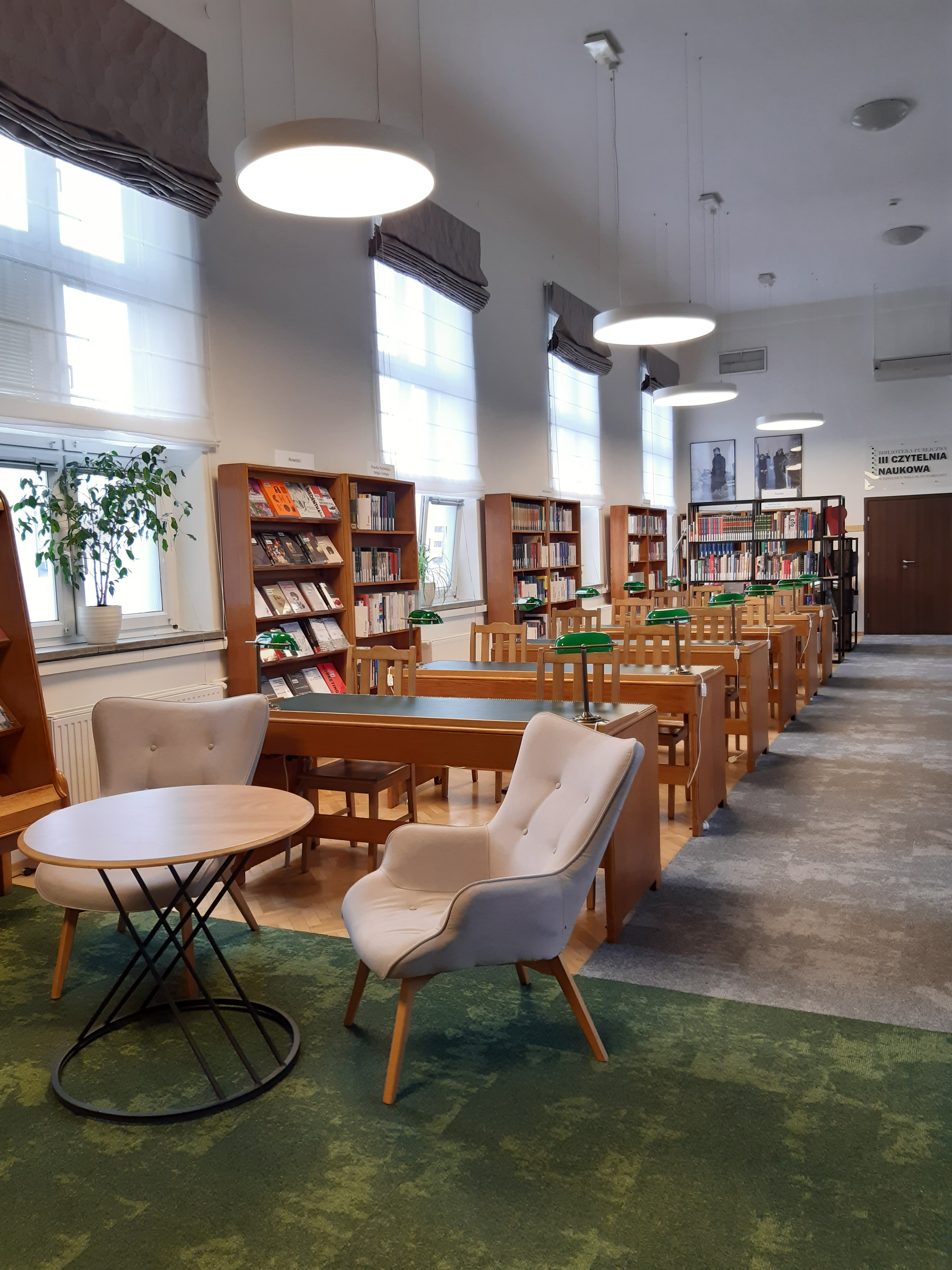
III Czytelnia Naukowa

Biblioteka Publiczna w Dzielnicy Wola m.st. Warszawy  − samodzielna jednostka organizacyjna działająca w formie samorządowej instytucji kultury w dzielnicy Wola w Warszawie. Ma siedzibę przy al. „Solidarności” 90.
Biblioteka jest częścią krajowej sieci bibliotecznej. Podstawowym przedmiotem jej działalności jest zaspokajanie potrzeb oświatowych, kulturalnych i informacyjnych społeczeństwa oraz uczestnictwo w upowszechnianiu wiedzy i kultury.

## Historia
Historia Biblioteki Publicznej w Dzielnicy Wola m.st. Warszawy rozpoczyna się 25 stycznia 1933. Tego dnia otwarto pierwszą bibliotekę - Wypożyczalnię nr 4 im. H. Wawelberga. Oprócz wypożyczalni mieściła się tutaj także czytelnia czasopism. Placówka powstała w wyniku umowy z Fundacją Tanich Mieszkań. 
Wydarzeniem dla Woli było otwarcie 29 marca 1935, III Filii Dzielnicowej przy ul. Karolkowej 45. Był to duży ośrodek biblioteczny. Składał się z Czytelni Naukowej, Wypożyczalni nr 7 im. M. Konopnickiej oraz Biblioteki dla dzieci nr 2. Jednym z fundatorów była Dyrekcja Miejskich Tramwajów i Autobusów. 
W 1935 Zarząd Miejski przejął 22 wypożyczalnie Towarzystwa Bibliotek Powszechnych. Włączono je do sieci placówek Biblioteki Publicznej, a niektóre ze względów praktycznych połączono z już istniejącymi. Z końcem tego roku rozpoczęły działalność trzy wypożyczalnie. 
W październiku 1938 otwarto drugą bibliotekę dla dzieci w budynku szkolnym przy ul. Dzielnej 61. Sieć stałych bibliotek uzupełniały punkty biblioteczne organizowane przez Bibliotekę Publiczną w świetlicach. Na Woli było dwanaście punktów z ruchomym, wymiennym księgozbiorem. 
W czasie oblężenia Warszawy, we wrześniu 1939, biblioteki nie zaprzestały swojej działalności. Mimo wielu ograniczeń i represji udało się utrzymać ich pracę do 1942. Od sierpnia tego roku Biblioteka została zamknięta dla publiczności. Stosowano jedynie wypożyczanie tajne. W czasie powstania warszawskiego większość lokali i księgozbiorów uległa zniszczeniu. 
Po wyzwoleniu Biblioteka wznowiła działalność w 1947, kiedy to zostają otwarte trzy placówki. Moment ten poprzedza wielka, ofiarna praca nad zgromadzeniem i przygotowaniem lokali. W 1955 powstał reprezentacyjny gmach biblioteczny przy ul. Świerczewskiego 90 (obecnie al. „Solidarności” 90). Przeniesiono tutaj czytelnię, wypożyczalnię i bibliotekę dla dzieci. Później umieszczono także Wypożyczalnię Kompletów Ruchomych. Powstał największy terenowy ośrodek biblioteczny w Warszawie. W 1968 powstała tu (jako biblioteka eksperymentalna) wyodrębniona terenowa czytelnia naukowa dla młodzieży (wówczas jedyna w Warszawie). Dysponowała specjalnie dobranym księgozbiorem dla starszych dzieci ze szkół podstawowych oraz młodzieży ze szkół średnich.

## Struktura
Obecnie sieć biblioteczną dzielnicy Wola tworzą:
- Oddziały
  - III Czytelnia Naukowa
  - Biblioteka dla Dzieci i Młodzieży nr 21
  - XII Czytelnia Młodzieżowa
  - Wypożyczalnia dla Dorosłych i Młodzieży nr 32

- Filie
  - Wypożyczalnia dla Dorosłych i Młodzieży nr 10
  - Biblioteka "Na Kole"
  - Wypożyczalnia dla Dorosłych i Młodzieży nr 14
  - "Odolanka"
  - Wypożyczalnia dla Dorosłych i Młodzieży nr 51 z Czytelnią Edukacyjną
  - Wypożyczalnia dla Dorosłych i Młodzieży nr 73
  - Wypożyczalnia dla Dorosłych i Młodzieży nr 80
  - Wypożyczalnia dla Dorosłych i Młodzieży nr 91
  - Wypożyczalnia dla Dorosłych i Młodzieży nr 106
  - Wypożyczalnia Zbiorów Obcojęzycznych nr 115 - Poliglotka
  - Biblioteka dla Dzieci i Młodzieży nr 13
  - Biblioteka dla Dzieci i Młodzieży nr 25
  - Biblioteka dla Dzieci i Młodzieży nr 32
  - Biblioteka dla Dzieci i Młodzieży nr 36
  - Biblioteka dla Dzieci i Młodzieży nr 46

## Zbiory
Zbiory Biblioteki Publicznej w Dzielnicy Wola m.st. Warszawy to 0,53 mln jednostek bibliotecznych. W tym:
- książki
- czasopisma
- programy i gry komputerowe
- gry planszowe
- filmy
- książka mówiona na kasetach magnetofonowych oraz płytach CD, DVD nagranych w formatach Audio-CD, mp3
- audiobooki
- e-booki wraz z czytnikami

## Wolskie Regionalia
Biblioteka, we współpracy z Ośrodkiem Karta, realizuje projekt Wolskie Regionalia, którego celem jest promocja i upowszechnienie dziedzictwa kulturowego i historycznego dzielnicy oraz ochrona i udostępnienie źródeł historycznych o unikalnej, nieznanej dotąd treści. Ma on przyczynić się do aktywizacji i integracji społeczności lokalnej mieszkańców Woli, oraz promować wśród nich tworzoną przez III Czytelnię Naukową bazę publikacji dotyczących Woli.

## Katalogi
Biblioteka dysponuje 2 katalogami dostępnymi w wersji online. Są to:
- Katalog Centralny zawierający całość zbiorów bibliotecznych Bibliotek Wolskich.
- Bibliografia Regionalna[2] obejmuje książki i czasopisma lokalne zawierające wszelkie wiadomości na temat Woli. Gromadzone informacje dotyczą najczęściej takich zagadnień jak życie społeczne, inwestycje, samorząd, kultura, historia.